# USS Cavalla (SS-244)
Pour les autres navires du même nom, voir USS Cavalla.
L'USS Cavalla (SS-244) est un sous-marin de classe Gato de la Marine des États-Unis lancé en 1944.

## Carrière militaire
Dans la matinée du 19 juin 1944, l'USS Cavalla torpille le porte-avions japonais Shōkaku. Trois des quatre torpilles provoquent des départs de feu dans le hangar, enflammant le carburant aviation et inondant le navire. Alors que l'étrave commence à couler, les avions et les munitions glissent vers l'avant, et une bombe explose dans le hangar. Cela enflamme les vapeurs d'essence, déclenchant quatre nouvelles explosions qui achèvent le navire. Le Shōkaku coule quelques minutes plus tard, emportant avec lui 1 263 hommes. 570 rescapés sont repêchés par le croiseur léger Yahagi et le destroyer Urakaze.

## Préservation
Il est désormais exposé au Seawolf Park, mémorial du sous-marin USS Seawolf situé sur Pelican Island dans le Comté de Galveston au Texas.

## Galerie

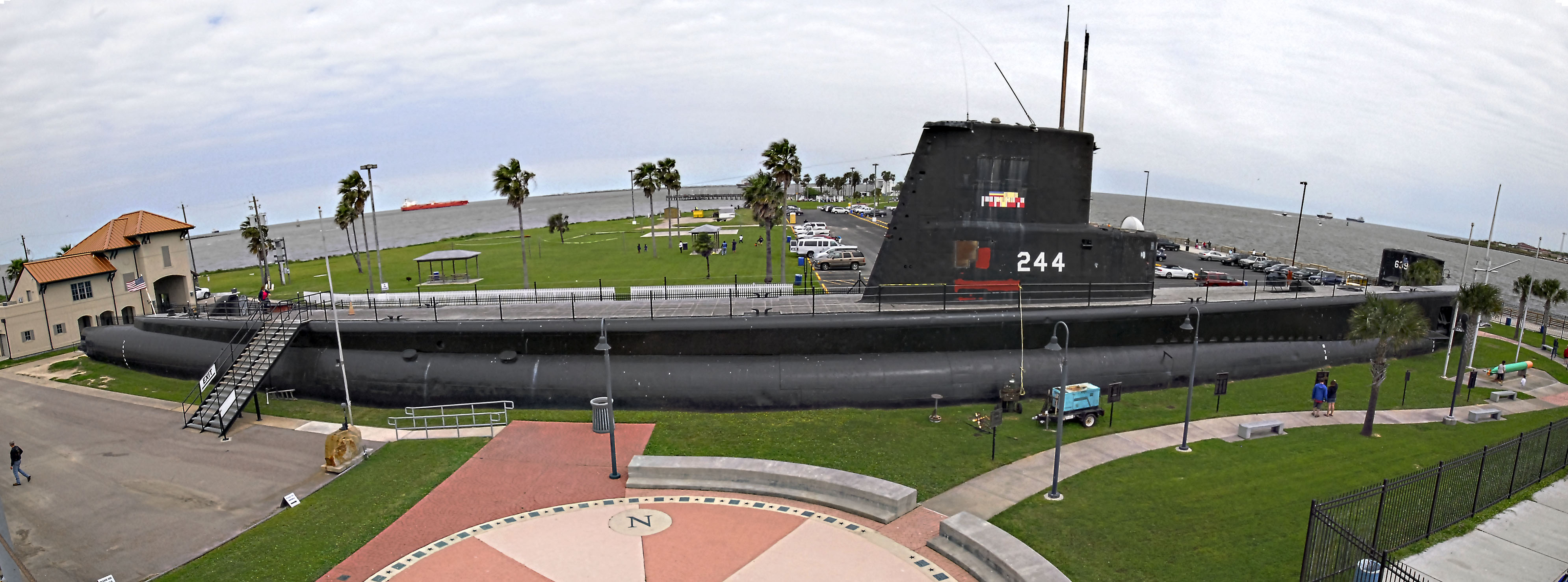
USS Cavalla au Seawolf Park
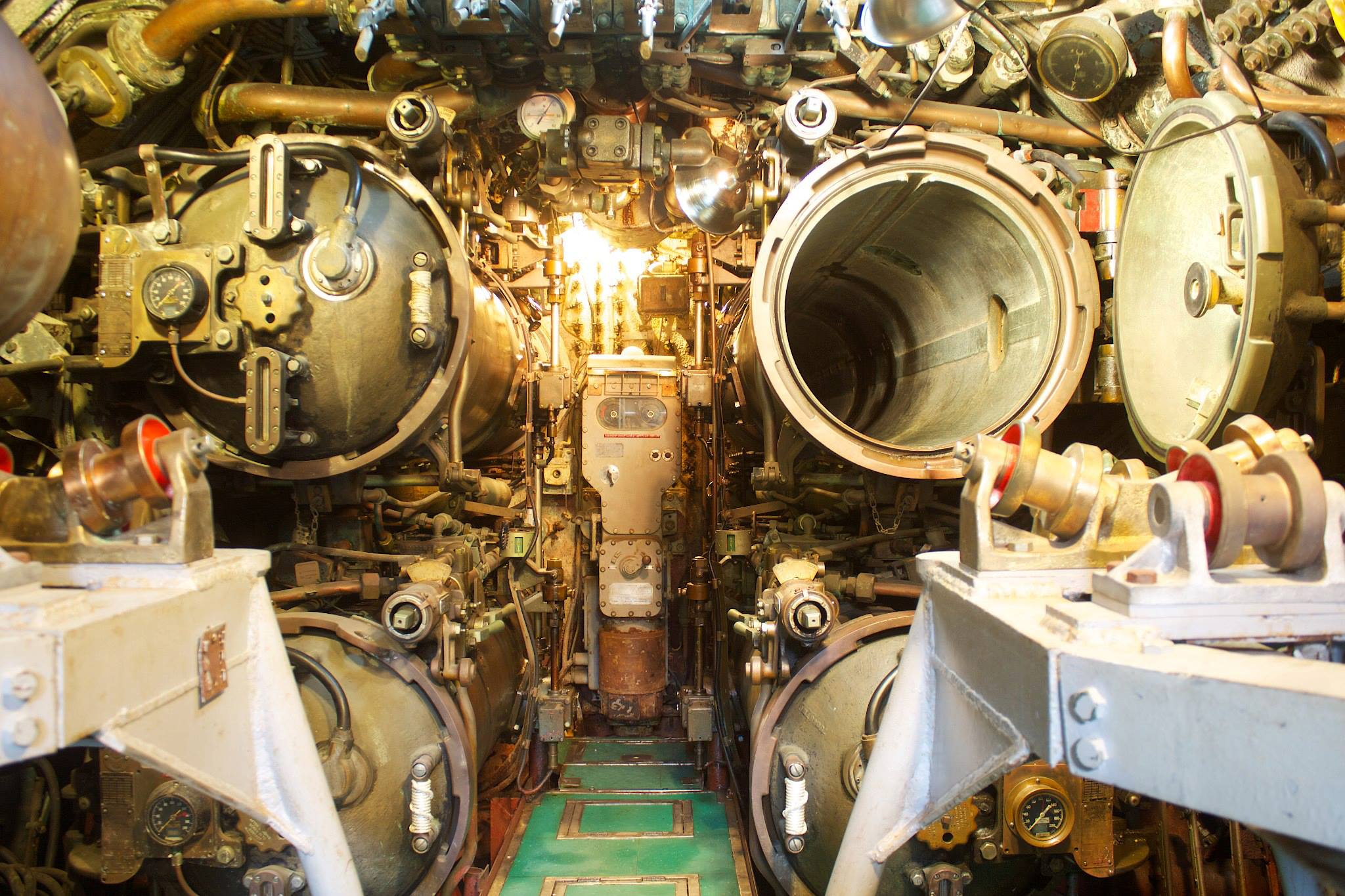
Salle des lance-torpilles